# Lima (azienda)
La Lima S.p.A. (Modelli Lima) è stata una ditta di Vicenza che dalla metà degli anni 1950 fino al 2004 realizzò modellismo ferroviario. Il marchio Lima è tuttora in uso.
Era una marca popolare ed economica nel mercato dell'epoca, che riproduceva modelli principalmente in scala H0 (1:87), ma anche in scala N (1:160) e 0 (1:45). Esportava in quasi tutta Europa, Stati Uniti d'America e Sud America, Australia e Sudafrica. Per il mercato del Regno Unito produceva rotabili in scala 00 (1:76,2).
Negli anni ottanta, in seguito alla contrazione del mercato del treno giocattolo, settore in cui Lima era fra i leader mondiali, la ditta si trovò in gravi difficoltà, e cominciò a puntare su una produzione modellistica. Ciononostante, la ditta non riuscì a uscire dalla crisi e così nel 1992, ormai in amministrazione controllata, fu acquisita dalla Rivarossi di Como che successivamente acquisì anche Arnold e Jouef. Anche questi accorpamenti non furono sufficienti a evitare il collasso e nel 2003 cessò la produzione. Il marchio ed il logo Lima sono stati acquisiti da Hornby, che li utilizza tuttora.

## Storia

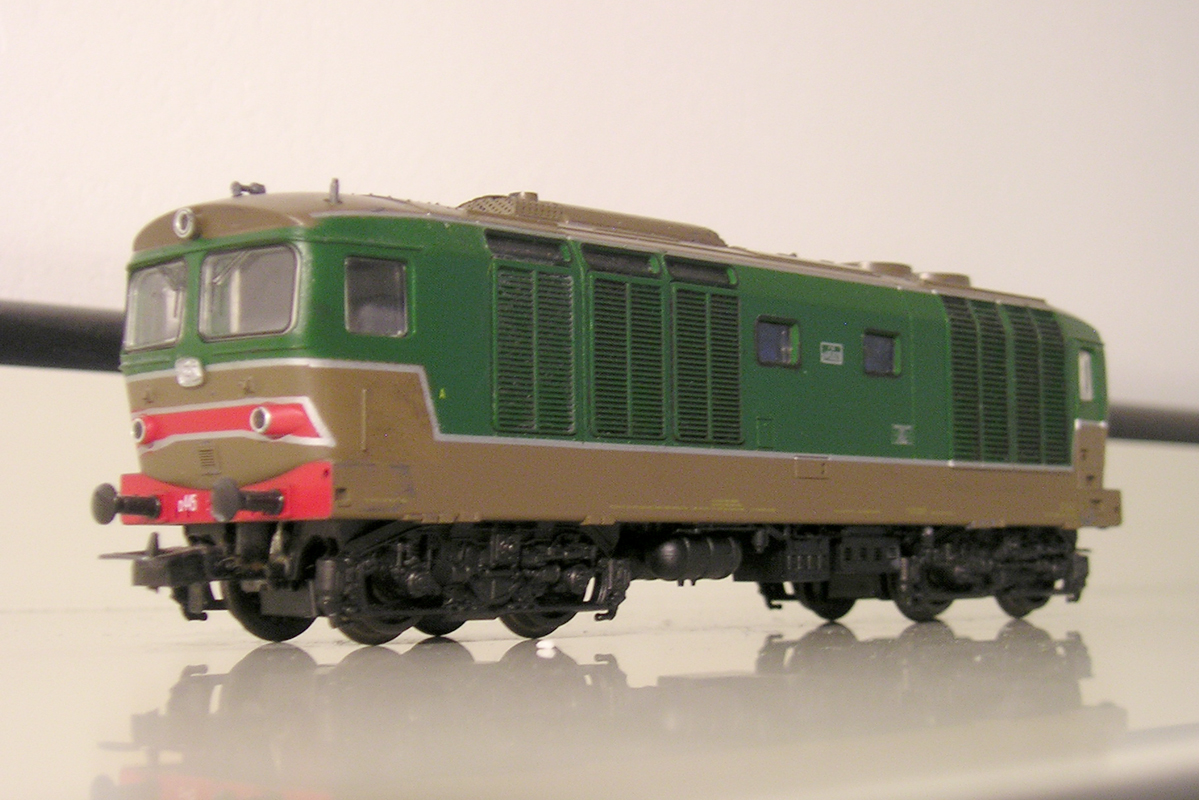
Una locomotiva diesel D.445 con livrea verde-castano

La Lima, Lavorazione Italiana Metalli e Affini venne fondata a Vicenza nel 1946, come ditta specializzata per la riparazione e la realizzazione delle parti in alluminio delle carrozze FS danneggiate durante la guerra appena terminata. Purtroppo per la neonata azienda le Ferrovie ri-organizzarono arsenali per realizzare internamente queste riparazioni e la Lima decise così di riconvertirsi alla produzione di giocattoli in metallo: carrozzine per bambini, passeggini per bambole, pentole, pignatte, motoscafi e automobiline.
Nel 1954 Ottorino Bisazza (scomparso nel 1987), allora dirigente dalla Marzotto, acquistò questa piccola fabbrica di proprietà di un parente del conte Marzotto. Nel 1957 la Lima è già una Società per Azioni che si definisce in un catalogo ad uso dei rivenditori come "Industria giocattoli meccanici ed elettrici di metallo e plastica". Dal finire degli anni cinquanta l'azienda iniziò a produrre anche trenini: è del 1959 il primo catalogo datato che contiene solo una locomotive a vapore primordiale del tipo 0-3-0, in quello del 1961 diventano tre le locomotive a vapore primordiali (dei tipi 0-3-0, 0-4-0 e 1-4-0) e l'anno dopo compaiono finalmente le prime locomotive che rappresentano dei prototipi reali: FS E424 e SNCF BB9200 e DB V60.
Il modellismo ferroviario dell'epoca era trainato, in Italia, dalla comasca Rivarossi, concorrente di colossi stranieri di nome Märklin e Fleischmann: produzioni sofisticate per un pubblico adulto con prezzi elevati. «L'intuizione di Bisazza», spiega l'allora direttore vendite Silvio Conti, «fu che, se il mercato andava paragonato a una piramide, questi marchi ne occupavano solo il vertice. Restava da conquistare tutta la base, cioè la parte più grossa, popolata dai bambini e dalle loro famiglie».
Il successo della ditta vicentina fu talmente rilevante che già nel 1968 l'azienda fu in grado di produrre un proprio libro (a cura di Leone Neri) dal titolo "Lima il treno nasce così".

### Dal metallo alla plastica

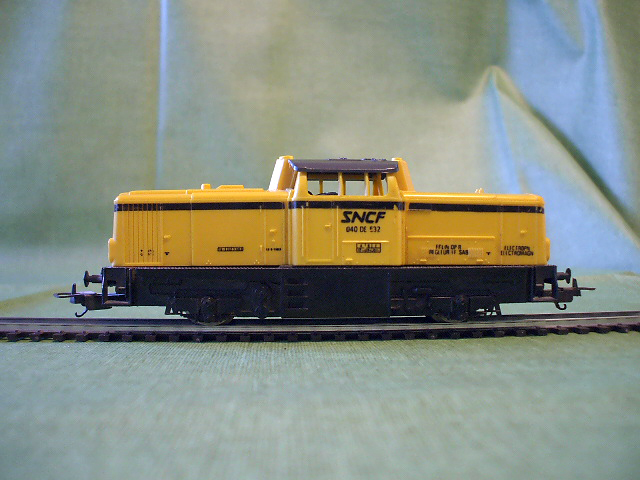
Un locomotore SNCF diesel risalente alla fine degli anni settanta e realizzato in plastica.

La gestione Bisazza portò alcune innovazioni, fra cui l'utilizzo delle materie plastiche, invece del metallo. Ricorda Dante Mainardi, disegnatore assunto per progettare i nuovi treni elettrici: «Due furono le mosse vincenti: la prima consisté nello scegliere la plastica che, rispetto al metallo, permetteva di abbassare i prezzi. La seconda fu di non competere con i produttori di modelli sul piano delle finiture, che alzavano solo il prezzo. Era meglio abbozzare alla buona il locomotore, e concentrarsi sull'impatto dei convogli, che dovevano essere colorati e attraenti, senza tanto preoccuparsi di risultare verosimili. Per fare un esempio, invece che incidere tutti quei codici che compaiono alla base dei vagoni, mi bastava scrivere il numero di telefono della mia fidanzata».
La strada si rivelò quanto mai giusta. Nel giro di pochi anni i dipendenti diventarono oltre cinquecento, occupati in due diverse sedi produttive (Vicenza e Isola Vicentina sito produttivo quest'ultimo che occupava una superficie di 21500 mq). L'azienda, la più grande al mondo negli anni settanta-ottanta, era in grado di sfornare tra le 8000 e le 10000 locomotive al giorno (in base alla complessità del modello), 30000 tra carri e carrozze oltre a rotaie e accessori, materiale che poi veniva spedito in tutto il mondo.
Venivano realizzati, con il nome di Lima Crick, anche trenini dotati di motore a molla, aventi binari realizzati completamente in plastica.

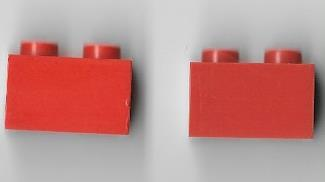
Il confronto tra un mattoncino della LEGO (a sinistra) ed uno Klip, prodotto dalla Lima (a destra); i mattoncini dei due marchi erano compatibili tra loro

Negli anni '80 e '90, inoltre, erano realizzate delle costruzioni in mattoncini, molto simili a quelli della Lego, chiamati Klip, con i quali, tra le altre cose, era possibile costruire dei vagoni da utilizzare sui circuiti Lima.
Negli anni ottanta avvenne il crollo del mercato del treno giocattolo, per cui la ditta si spostò sul modellismo, dove ottenne riconoscimenti anche dalla stampa straniera.

### "Beppe il Ferroviere"
Negli anni '70 la pubblicità Lima si legò a un testimonial che divenne letteralmente il volto della ditta: Beppe il Ferroviere, dai caratteristici baffi a manubrio di sapore ottocentesco.
Come interprete del famoso personaggio fu scelto Antonio Zago, all'epoca vigile urbano di Milano.
Il personaggio prestò il volto all'azienda nel corso degli anni '70.

### L'ultima fase
Nel 1992 dopo alcune vicissitudini è acquisita dalla Rivarossi. Prosegue la produzione modellistica, senza rinunciare alle confezioni di trenini elettrici giocattolo per il periodo natalizio. Per tutti gli anni novanta la produzione Lima e quella Rivarossi si affiancano, ma le due ditte, anche se ora di un'unica proprietà, non riescono a integrarsi efficacemente mantenendo ognuna una propria autonomia sia come immagine che come produzione, ottima cosa per gli appassionati, ma poco efficace dal punto di vista industriale.
Nel 1995 la Rivarossi acquisisce anche la tedesca Arnold, leader mondiale della scala N e l'anno successivo la francese Jouef, diventando così un gruppo industriale di notevole rilevanza nel settore, controllando cinque marchi prestigiosi: Rivarossi, Lima, Pocher, Arnold e Jouef. Ma le cifre necessarie per le acquisizioni e il mercato sempre più ristretto non permettono il decollo del nuovo Gruppo Rivarossi.
Nel 2000 nuove difficoltà economiche e nuovo assetto societario, con un'operazione finanziaria viene creata la Lima SpA con sede a Brescia e Rivarossi diventa ora una divisione della ditta che otto anni prima aveva acquisito. Vengono chiusi gli stabilimenti di Como (Rivarossi e Pocher), Champagnole (Jouef) e Mühlhausen (Arnold) e tutta la produzione viene spostata nello stabilimento Lima a Isola Vicentina.
Ma nel 2004, dopo ulteriori traversie gestionali e finanziarie, viene chiuso anche lo stabilimento di Isola Vicentina, il gruppo cessa le attività e nel 2004 viene acquisito per 8 milioni di euro dall'inglese Hornby, che ha ripreso la produzione con i marchi Rivarossi e Lima, ma in Cina. Alcuni mesi dopo (maggio 2005), tecnici della sede vicentina della ex Lima, hanno fondato la ViTrains.
Ad oggi i trenini Lima sono oggetto di collezionismo mirato, in tutti questi anni la Lima è passata dagli economici giocattoli degli anni sessanta-settanta ai modelli dettagliati del tutto simili ai Rivarossi degli anni ottanta-novanta.
Al 2010, secondo il sito ufficiale della Hornby, la Lima viene considerata marchio giocattolo mentre le altre marche fermodellistiche del gruppo come modellismo.
Nel 2014 sul sito Hornby la Lima ricompare nel gruppo modellismo con la linea Expert e presenta due nuovi modelli: l'ETR 610 e l'E.636. Questi sono realizzati con dettagli e finiture elevati.

## Tecnica
I primi modelli avevano una motorizzazione a cascata di ingranaggi, alla fine degli anni sessanta Lima realizza il motore G, economico e robusto.
Dopo la metà degli anni ottanta la motorizzazione diventa cardanica (questi locomotori ai tempi avevano un prezzo di listino uguale a quelli della Rivarossi) e sino alla definitiva chiusura dello stabilimento la Lima si è contraddistinta con una produzione di locomotive esclusive che a oggi hanno valutazioni alte.